# Elisabethszell
Elisabethszell (bairisch Eschbanzeij) ist ein Pfarrdorf und ein Ortsteil der Gemeinde Haibach im niederbayerischen Landkreis Straubing-Bogen.

## Geschichte
Im Jahr 1346 wurde in dem damals Atzenzell genannten Ort, der zur Pfarrei Haselbach gehörte, durch eine Stiftung eine Propstei des Benediktinerklosters Oberalteich errichtet, die, mit Unterbrechungen, bis zur Säkularisation 1803 bestand.
1498 wurden die Benediktiner durch die Paulsdorfer von Burg Falkenfels vertrieben. Erst die Gräfin von Schwarzenberg, die Elisabethszell von ihren Vorfahren geerbt hatte, gestattete im Jahre 1621 dem Kloster Oberalteich gegen eine mäßige Summe den Rückkauf der Propsteigüter. Damit kehrten auch die Ordensgeistlichen nach Elisabethszell zurück.
Die Säkularisation von 1803 bedeutete für die Propstei Elisabethszell das Ende. 1805 wurde Elisabethszell, das bis dahin eine Filiale der Pfarrei Haselbach war, zur selbständigen Pfarrei erhoben. Die Propsteiwohnung überließ der Staat der Gemeinde Elisabethszell zur Errichtung einer Schule. Am 11. Juli 1877 wurde die neu erbaute Pfarrkirche von Bischof Ignatius von Senestrey konsekriert.
Der alte Friedhof wurde 1967 stillgelegt und zu Beginn der 1970er Jahre in einen Parkplatz verwandelt. Der neue Friedhof entstand oberhalb des Pfarrhofes. Mit der Gebietsreform in Bayern verlor die ehemals selbständige Gemeinde Elisabethszell die Eigenständigkeit und wurde am 1. Januar 1978 der Gemeinde Haibach eingegliedert.

### Ortsteile der ehemaligen Gemeinde Elisabethszell
| - Abendberg - Altenried - Birka - Blöß - Bühl - Eben - Edenhof - Ehren - Elisabethszell | - Hartmannsgrub - Herrnwies - Hiening - Kreuzhaus - Kufhäusern - Lanzlberg - Leithen - Loidershof | - Pfarrerberg - Pillersberg - Ratzing - Riedelswald - Riedern - Sägmühl - Schuhchristleger - Seign | - Stegbergmühl - Unternebling - Vornwald - Wahdorf - Waldwies |

### Einwohnerentwicklung
| Jahr                               | 1840 | 1867 | 1871 | 1885 | 1900 | 1925 | 1950 | 1961 | 1970 | 1987 |
| ---------------------------------- | ---- | ---- | ---- | ---- | ---- | ---- | ---- | ---- | ---- | ---- |
| Einwohner Pfarrdorf Elisabethszell |      |      | 220  | 242  | 255  | 230  | 289  | 227  | 264  | 292  |
| Einwohner Gemeinde Elisabethszell  | 745  | 776  | 776  | 825  | 821  | 840  | 906  | 774  | 745  |      |

## Sehenswürdigkeiten
- Pfarrkirche St. Elisabeth. Sie wurde 1834 bis 1837 anstelle einer abgebrochenen Vorgängerkirche erbaut. Die Ausstattung wurde erst 1870 bis 1875 fertiggestellt.

## Baudenkmäler
Siehe: Liste der Baudenkmäler in Elisabethszell

## Bodendenkmäler
Siehe: Liste der Bodendenkmäler in Haibach (Niederbayern)

## Vereine
- Freiwillige Feuerwehr Elisabethszell. Sie wurde 1878 gegründet.
- Arbeitskreis Lebenswertes Elisabethszell e. V., gegr. 1996